# 주재성 국담문집 목판
주재성 국담문집 목판(周宰成 菊潭文集 木板)은 대한민국 경상남도 함안군 칠원읍 무기리에 있는, 주재성(1681∼1743)의 글을 모아 1908년 그 후손이 간행한 책인 『국담문집』을 새긴 목판이다.
1985년 1월 14일 경상남도의 유형문화재 제242호 국담문집책판으로 지정되었다가, 2018년 12월 20일 현재의 명칭으로 변경되었다.

## 개요
신재 주세붕의 방손(직계에서 갈라져 나온 계통의 자손)인 주재성(1681∼1743)의 글을 모아 1908년 그 후손이 간행한 책인 『국담문집』을 새긴 목판이다.
주재성은 조선 중기의 학자이자 의병장이다. 어려서부터 학문에 뛰어난 재능을 보였으며, 1728년 이인좌, 정희량의 난이 터지자 의병을 일으켜 공을 세우기도 했다. 그 후 고향에 돌아와 학문연구와 후진을 기르는데 노력하였다. 그가 죽은 후 1788년 기양서원에 그의 위패가 모셔졌다.
이 책판의 내용은 원집의 시서(詩書), 논문 등을 새겼고, 부록의 창의사적에 관한 문헌과 가문의 의례지침인 『거가요범』 등이 있다. 이 책판은 『국담원집』 2권과 부록 2권을 나무에 양면 판각한 것으로 총 56매이다.

## 참고 문헌
- 주재성 국담문집 목판 - 국가유산청 국가유산포털